# Wienkonventionen om traktaträtten mellan stater och internationella organisationer eller internationella organisationer sinsemellan
Wienkonventionen om traktaträtten mellan stater och internationella organisationer eller internationella organisationer sinsemellan av den 21 mars 1986 definierar hur den internationella rätten ska vara utformad och tillämpas för avtal som ingås mellan stater och internationella organisationer. Den kompletterar därmed 1969 års Wienkonvention om traktaträtten, som enbart reglerar mellanstatliga traktat och folkrättens grunder (jus cogens).

## I kraftträdande
Enligt artikel 85 i konventionen krävs att minst 35 stater ratificerat eller på annat sätt tillträtt konventionen för att den ska träda i kraft. I oktober 2023 hade 33 stater ratificerat avtalet, varför den ännu inte har trätt i kraft. Därutöver hade även 14 internationella organisationer tillträtt avtalet.
Sverige blev signatärmakt den 18 juni 1987, och ratificerade avtalet genom riksdagsbeslut 21 januari 1988.